# Valérie Claisse
Pour les articles homonymes, voir Claisse.
Valérie Claisse, née le 15 mai 1972 à Saint-Nazaire, est une reine de beauté, animatrice de télévision et comédienne française.
Elle a été élue Miss Pays de Loire 1993, puis Miss France 1994. Elle est la 64e Miss France.

## Biographie
Valérie Claisse grandit à Pontvallain dans la Sarthe, et déménage à Pornic en 1987. Son père est gendarme.[réf. souhaitée]
Durant son adolescence, Valérie Claisse souhaite être mannequin.[réf. souhaitée]
Elle commence une carrière de mannequin à 17 ans.[réf. souhaitée]
Elle se présente également plusieurs fois à l'élection de Miss Pays de Loire sans succès[réf. souhaitée] jusqu'à obtenir le titre en 1993, élue à Saint-Géréon. Son titre la qualifie pour l'élection de Miss France 1994.

## Année de Miss France

### Élection de Miss France
L'élection de Miss France 1994, se déroule le 28 décembre 1993 au CNIT à La Défense, Paris. La soirée est présentée par Julien Lepers et retransmise en direct sur France 3.
Valérie Claisse, 21 ans, Miss Pays de Loire, est élue Miss France 1994. Valérie Claisse est la 3e Miss Pays de Loire élue Miss France, deux ans après Linda Hardy.

### Concours internationaux
Le 20 mai 1994, Valérie Claisse a représenté la France au concours Miss Univers 1994 à se tenant à Manille aux Philippines. Elle s'est classée 36e sur 135.
Le 19 novembre 1994, Valérie n'a pas participé au concours Miss Monde 1994 se déroulant à Sun City en Afrique du Sud. Radiah Latidine, sa 2e dauphine a représenté la France au concours.

### Engagement associatif
Parallèlement à  ses activités de Miss France, Valérie Claisse a été la marraine de la SPA de Nantes durant l'année 1994 et marraine de la fondation Brigitte Bardot.

## L'après Miss France

### Carrière de mannequin
Après son sacre de Miss France, Valérie Claisse fait carrière dans le mannequinat.
Le 13 décembre 1998 le magazine de la rédaction de TF1 Reportages lui consacre un portrait ainsi que les anciennes Miss France, Christiane Sibellin, Jeanne Beck et Christiane Lillio. Dans ce document intitulé « Miss France, et après ? » de Tania Faure et Patrick Delporte, Valérie explique alors qu'elle recherche du travail auprès des agences de mannequin et que son ancien titre n'est pas forcément une garantie de réussite.[réf. souhaitée]
Elle a également tourné pour des publicités, notamment pour des produits cosmétiques, des banques et a également été l'égérie d'une grande marque de prêt-à-porter.[réf. souhaitée]
À ce jour, elle est toujours mannequin (défilés, podiums, photographie de mode, pose pour des magazines féminins) 
Mai/juin 2019, elle apparaît dans le magazine WW (Weight Watchers) et témoigne de sa perte de poids : −24 kg.[réf. souhaitée]
En 2020 elle est mannequin pour la Thalassothérapie de Pornic, sur la côte Atlantique[réf. souhaitée].

### Carrière à la télévision et au cinéma
Dans les années 1990, elle a co-animé le tiercé avec Daniel Lauclair, ainsi que l'émission 40° à l'ombre présentée par Vincent Perrot sur France 3.
Le 19 juillet 2001, elle a participé au jeu Le maillon faible sur TF1 comme candidate anonyme. À aucun moment du jeu, de la présentation des candidats à son élimination, il n'est révélé ou sous entendu son statut d'ancienne Miss France. Elle s'est présenté au début du jeu comme « Valérie, 29 ans, mannequin, Nantes ».  La même année, elle apparaît dans le film La Stratégie de l'échec de Dominique Farrugia.
En 2003, elle fait partie des candidates de la première saison de l'émission de téléréalité Bachelor, le gentleman célibataire, présentée par Stéphane Rotenberg sur M6. Elle est éliminée dès le début du jeu. Elle est la première Miss France candidate dans une émission de téléréalité française.
Elle a fait de nombreuses apparitions (comme figurante mais surtout comme doublure) notamment dans les films Décalage horaire de Danièle Thompson, Mariage Mixte d'Alexandre Arcady (doublure d'Axelle Abbadie) ; et dans les séries télévisées Julie Lescaut, Femmes de loi, Nestor Burma, Commissaire Valence, Navarro, Joséphine, ange gardien.
Elle a, aussi, servi comme modèle dans des émissions de télé-achat.[réf. souhaitée]
Elle témoigne, avec d'autres Miss France, dans le documentaire Miss France, la soirée d'une vie, diffusé après l'élection de Miss France 2012 sur TF1. Son témoignage est rediffusé dans le documentaire Il était une fois Miss France sur TMC le 20 novembre 2013, puis dans le documentaire Miss France, le reve d'une vie sur TF1 le 19 décembre 2015 après l'élection de Miss France 2016. Elle y révèle notamment que Miss Paris, Isabelle Da-Silva était la grande favorite au titre de Miss France mais que l'interview des Miss qualifiées dans les douze demi-finalistes a sans doute changé la donne, Isabelle ayant perdu ses moyens lors de l'interview de Julien Lepers.
Lors d'une interview dans la presse le 5 décembre 2012, Valérie Claisse affirme qu'elle était « pressentie pour présenter le loto à la télévision au début des années 2000 », lorsque la Française des jeux a changé la formule mais finalement « le projet n'a pas abouti ».
Le 8 décembre 2012, elle apparaît lors du défilé final de l’élection de Miss France 2013.

## Autres activités
Valérie Claisse est intervenue dans les écoles pour soutenir les enfants en difficultés scolaires ou handicapés (contrat terminé en 2014).
Elle commence une carrière d' influenceuse sur Instagram.[réf. souhaitée]

## Palmarès
- Reine de Nantes 1991
- 2e dauphine de Miss Loire-Atlantique 1991
- 2e dauphine de Miss Côte de Jade 1992
- Miss Loire-Atlantique 1993
- Miss Pays de Loire 1993
- Miss France 1994
- 36e Miss Univers 1994 (sur 135)